# Cybaeus brignolii
Espèce
Cybaeus brignolii est une espèce d'araignées aranéomorphes de la famille des Cybaeidae.

## Distribution
Cette espèce est endémique de Turquie.

## Étymologie
Cette espèce est nommée en l'honneur de Paolo Marcello Brignoli.

## Publication originale
- Maurer, 1992 : Zur Gattung Cybaeus im Alpenraum (Araneae: Agelenidae, Cybaeinae)-Beschreibung von C. montanus n. sp. und C. intermedius n. sp. Revue Suisse de Zoologie, vol. 99, p. 147-162 (texte intégral).